# کریم‌آباد طبسی
کریم‌آباد طبسی، روستایی در دهستان ناصریه بخش ناصریه شهرستان گنبکی در استان کرمان ایران است.

## جمعیت
بر پایه سرشماری عمومی نفوس و مسکن در سال ۱۳۹۵، جمعیت این روستا برابر با ۷۸۰ نفر (۲۱۰ خانوار) بوده است.